# Scottish FA Cup 1990/91
Der Scottish FA Cup wurde 1990/91 zum 106. Mal ausgespielt. Der wichtigste schottische Fußball-Pokalwettbewerb der vom Schottischen Fußballverband geleitet wurde, begann am 8. Dezember 1990 und endete mit dem Finale am 18. Mai 1991 im Hampden Park von Glasgow. Als Titelverteidiger startete der FC Aberdeen in den Wettbewerb, der sich im Vorjahresfinale gegen Celtic Glasgow durchsetzte. Die Dons erreichten bei der diesjährigen Austragung die dritte Runde in der sie gegen den späteren Sieger, dem FC Motherwell unterlagen. Der FC Motherwell feierte durch einen 4:3-Sieg nach Verlängerung gegen Dundee United den zweiten Titel im FA Cup nach 1952. Die beiden Mannschaften wurden durch die beiden Brüder Tommy und Jim McLean trainiert. Zuvor hatte der Verein aus Motherwell die Endspiele in den Jahren 1931, 1933, 1939, 1951 und 1952 erreicht, wovon nur das Finale 1952 gegen den FC Dundee gewonnen wurde. Durch den Pokalsieg konnte sich Motherwell gleichzeitig für die Europapokal der Pokalsieger-Saison 1991/92 qualifizieren.

## 1. Runde
Ausgetragen wurden die Begegnungen zwischen dem 8. und 15. Dezember 1990. Die Wiederholungsspiele fanden am 15. und 17. Dezember 1990 statt.
|                       | Ergebnis |                    |
| --------------------- | -------- | ------------------ |
| FC East Stirlingshire | 1:3      | Queen of the South |
| FC Fraserburgh        | 3:1      | FC Vale of Leithen |
| Ross County           | 1:1      | Alloa Athletic     |
| FC Montrose           | 0:0      | FC Dumbarton       |
| Threave Rovers        | 1:2      | FC Spartans        |
| FC Whitehill Welfare  | 0:4      | FC East Fife       |

### Wiederholungsspiele
|                | Ergebnis |             |
| -------------- | -------- | ----------- |
| Alloa Athletic | 1:3      | Ross County |
| FC Dumbarton   | 1:4      | FC Montrose |

## 2. Runde
Ausgetragen wurden die Begegnungen zwischen dem 29. Dezember 1990 und 23. Januar 1991. Die Wiederholungsspiele fanden am 7./21. und 28. Januar 1991 statt.
|                      | Ergebnis |                    |
| -------------------- | -------- | ------------------ |
| Berwick Rangers      | 1:0      | Albion Rovers      |
| FC Fraserburgh       | 1:4      | Cove Rangers       |
| FC Montrose          | 0:2      | FC Arbroath        |
| FC Queen’s Park      | 1:2      | FC Stranraer       |
| Stirling Albion      | 2:0      | FC Stenhousemuir   |
| FC Inverness Thistle | 1:1      | FC East Fife       |
| Ross County          | 2:2      | Queen of the South |
| FC Spartans          | 0:0      | FC Cowdenbeath     |

### Wiederholungsspiele
|                    | Ergebnis |                      |
| ------------------ | -------- | -------------------- |
| FC East Fife       | 1:0      | FC Inverness Thistle |
| Queen of the South | 2:6      | Ross County          |
| FC Cowdenbeath     | 2:0      | FC Spartans          |

## 3. Runde
Ausgetragen wurden die Begegnungen zwischen dem 26. Januar und 23. Februar 1991. Die Wiederholungsspiele fanden am 29. und 30. Januar 1991 statt.
|                  | Ergebnis |                      |
| ---------------- | -------- | -------------------- |
| FC Aberdeen      | 0:1      | FC Motherwell        |
| Airdrieonians FC | 2:1      | Heart of Midlothian  |
| FC Clydebank     | 0:1      | Ayr United           |
| Cove Rangers     | 1:2      | FC Cowdenbeath       |
| FC Dundee        | 1:0      | Brechin City         |
| FC East Fife     | 1:1      | Dundee United        |
| Forfar Athletic  | 0:2      | Celtic Glasgow       |
| FC Kilmarnock    | 3:2      | FC Arbroath          |
| Partick Thistle  | 0:0      | FC Falkirk           |
| Raith Rovers     | 0:1      | Hamilton Academical  |
| FC St. Johnstone | 0:0      | Berwick Rangers      |
| Stirling Albion  | 0:1      | Greenock Morton      |
| FC Stranraer     | 1:5      | FC St. Mirren        |
| FC Clyde         | 0:2      | Hibernian Edinburgh  |
| Glasgow Rangers  | 2:0      | Dunfermline Athletic |
| Ross County      | 1:6      | FC Livingston        |

### Wiederholungsspiele
|                 | Ergebnis  |                  |
| --------------- | --------- | ---------------- |
| Dundee United   | 2:1 n. V. | FC East Fife     |
| Berwick Rangers | 3:4 n. V. | FC St. Johnstone |
| FC Falkirk      | 4:3       | Partick Thistle  |

## Achtelfinale
Ausgetragen wurden die Begegnungen zwischen dem am 23. Februar und 2. März 1991. Das Wiederholungsspiel fand am 27. Februar 1991 statt.
|                  | Ergebnis |                     |
| ---------------- | -------- | ------------------- |
| Ayr United       | 0:0      | Hamilton Academical |
| FC Dundee        | 2:0      | FC Kilmarnock       |
| Dundee United    | 2:0      | Airdrieonians FC    |
| FC Motherwell    | 4:2      | FC Falkirk          |
| Glasgow Rangers  | 5:0      | FC Cowdenbeath      |
| FC St. Johnstone | 2:1      | Hibernian Edinburgh |
| Celtic Glasgow   | 3:0      | FC St. Mirren       |
| Greenock Morton  | 3:0      | FC Livingston       |

### Wiederholungsspiel
|                     | Ergebnis |            |
| ------------------- | -------- | ---------- |
| Hamilton Academical | 2:3      | Ayr United |

## Viertelfinale
Ausgetragen wurden die Begegnungen zwischen dem 13. und 17. März 1991. Das Wiederholungsspiel fand am 19. März 1991 statt.
|                  | Ergebnis |                 |
| ---------------- | -------- | --------------- |
| Dundee United    | 3:1      | FC Dundee       |
| FC Motherwell    | 0:0      | Greenock Morton |
| FC St. Johnstone | 5:2      | Ayr United      |
| Celtic Glasgow   | 2:0      | Glasgow Rangers |

### Wiederholungsspiel
|                 | Ergebnis        |               |
| --------------- | --------------- | ------------- |
| Greenock Morton | 1:1 (4:5 i. E.) | FC Motherwell |

## Halbfinale
Ausgetragen wurden die Begegnungen am 3. und 6. April 1991. Das Wiederholungsspiel fand am 9. April 1991 statt.
|               | Ergebnis |                  |
| ------------- | -------- | ---------------- |
| FC Motherwell | 0:0      | Celtic Glasgow   |
| Dundee United | 2:1      | FC St. Johnstone |

### Wiederholungsspiel
|                | Ergebnis |               |
| -------------- | -------- | ------------- |
| Celtic Glasgow | 2:4      | FC Motherwell |

## Finale
| FC Motherwell                                                               | FC Motherwell | Dundee United | Dundee United |
| --------------------------------------------------------------------------- | --- | --- | ------------- |
| FC Motherwell                                                               | \| Finale \| \| Samstag, 18. Mai 1991 um 15:00 Uhr (Ortszeit WEZ) in Glasgow (Hampden Park) \| \| Ergebnis: 4:3 n. V. (3:3, 1:0) \| \| Zuschauer: 57.319 \| \| Schiedsrichter: David Syme \| \| Spielbericht \|            | \| Finale \| \| Samstag, 18. Mai 1991 um 15:00 Uhr (Ortszeit WEZ) in Glasgow (Hampden Park) \| \| Ergebnis: 4:3 n. V. (3:3, 1:0) \| \| Zuschauer: 57.319 \| \| Schiedsrichter: David Syme \| \| Spielbericht \|                           | Dundee United |
| FC Motherwell                                                               | Ally Maxwell – Luc Nijholt, Chris McCart, Craig Paterson, Tommy Boyd – Ian Angus, Jim Griffin, Phil O’Donnell, Davie Cooper (118. Colin O’Neill) – Iain Ferguson (63. Steve Kirk), Dougie Arnott Cheftrainer: Tommy McLean | Alan Main – John Clark, Miodrag Krivokapić, Fred van der Hoorn, Maurice Malpas – David Bowman, Ray McKinnon (67. Billy McKinlay), Jim McInally – Hamish French, Duncan Ferguson (46. John O’Neil), Darren Jackson Cheftrainer: Jim McLean | Dundee United |
| FC Motherwell                                                               | 1:0 Iain Ferguson (32.) 2:1 Phil O’Donnell (58.) 3:1 Ian Angus (65.) 4:3 Stevie Kirk (94.) | 1:1 David Bowman (55.) 3:2 John O’Neil (67.) 3:3 Darren Jackson (90.) | Dundee United |
| FC Motherwell                                                               | Luc Nijholt (111.) | | Dundee United |
| FC Motherwell                                                               | John Clark (??.), Darren Jackson (??.), Fred van der Hoorn (??.), Jim McInally (??.) | | Dundee United |
| Finale                                                                      | | |               |
| Samstag, 18. Mai 1991 um 15:00 Uhr (Ortszeit WEZ) in Glasgow (Hampden Park) | | |               |
| Ergebnis: 4:3 n. V. (3:3, 1:0)                                              | | |               |
| Zuschauer: 57.319                                                           | | |               |
| Schiedsrichter: David Syme                                                  | | |               |
| Spielbericht                                                                | | |               |